# Menologio de Basilio II

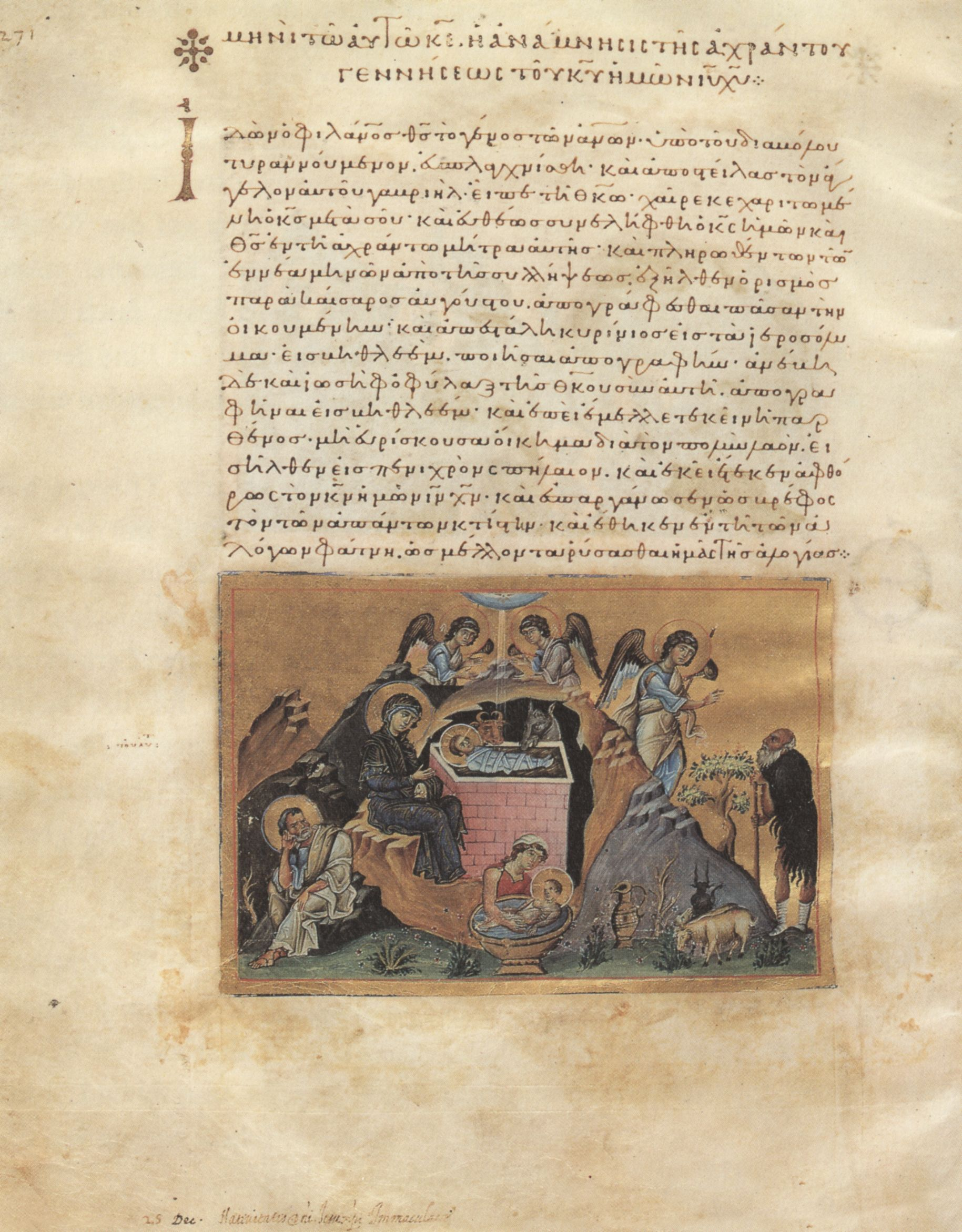
Menologio de Basilio II: Natividad de Cristo, Constantinopla, c. 1000.

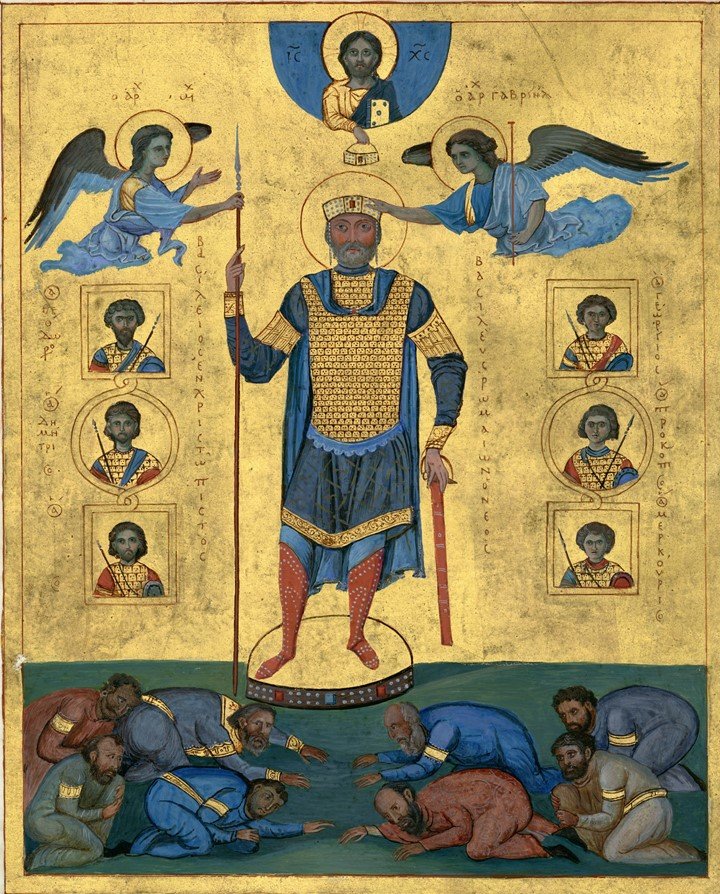
El Salterio de Basilio II: Famosa imagen de Basilio II, Constantinopla,.

El Menologio de Basilio II (también llamado Menologion de Basilio II, Menologe de Basilio II) es un manuscrito iluminado diseñado como un año litúrgico o libro de servicio de la Iglesia ortodoxa (menologio) que se compiló cerca del año 1000, para el emperador bizantino Basilio II. Contiene un sinasario, una breve colección de vidas de los santos, compilada en Constantinopla para uso litúrgico, y alrededor de 430 pinturas en miniatura de ocho artistas diferentes. Era inusual para un menologio de esa época para estar tan ricamente pintado. Se encuentra en la Biblioteca Apostólica Vaticana (Ms. Vat. gr. 1613). En 1907 se produjo un facsímil completo.

## Descripción
El manuscrito no es técnicamente un menologio, sino un sinasario: un libro litúrgico que contiene una lista de los santos y sus días festivos con una breve descripción de dieciséis líneas de texto y una pintura de un santo o grupo de santos. Las más de 430 imágenes son ejemplos importantes de la hagiografía, la veneración de los santos, en la iluminación bizantina. El texto y las imágenes cubren solo la mitad del calendario religioso del año litúrgico bizantino (septiembre a febrero), por lo que se supone que hubo un segundo volumen de la obra, pero probablemente nunca se llegó a producir, ya que algunas páginas del manuscrito quedaron sin terminar. Las miniaturas en sí no tienen ningún papel litúrgico; es posible que su propósito fuera actuar como protectores del Emperador. El manuscrito inspiró la ilustración de varios menologios posteriores.
La obra glorifica al emperador Basilio II mostrándolo como un guerrero que defiende a la cristiandad ortodoxa contra los ataques del Imperio búlgaro, cuyos ataques a Bizancio se ilustran gráficamente. Incluso figuras como los arcángeles fueron representadas en forma militar por los pintores.

## Historia
El manuscrito fue copiado y pintado en Constantinopla por orden del emperador Basilio II o como regalo para este. Fue terminado entre 979 y los primeros años del siglo xi. En el transcurso del siglo xiv pasó a manos de un médico genovés que residía en Constantinopla. En el siglo xv fue adquirida por Ludovico Sforza, duque de Milán. A principios del siglo xvii el cardenal Paolo Emilio Sfondrati se lo entregó al papa Pablo V y el manuscrito reside ahora en la Biblioteca Apostólica Vaticana.

## Artistas

Soldados búlgaros masacran cristianos, miniatura del Menologio de Basilio II,.

Los artistas que produjeron las imágenes del menologio emplearon la perspectiva y se alejaron de las representaciones planas comunes hasta ese momento. Los gestos y las cortinas de las figuras se representan de manera realista, con arquitectura y fondos bien representados. Las expresiones faciales están pintadas en un estilo naturalista. La obra demuestra así el estilo pictórico de la época que a menudo se conoce como el Renacimiento macedónico en el que los pintores volvieron con gusto a los modelos antiguos.
Inusual para un manuscrito bizantino, el nombre del pintor de cada ilustración está registrado por un escriba en el borde de cada imagen. Se pueden reconocer un total de ocho nombres. Un pintor, de nombre Pantaleón, al que se puede hacer referencia en otros documentos de la época, parece haber estado a cargo del grupo. Probablemente trabajaron juntos en un taller conectado a la corte imperial. Los otros pintores son Jorge, Miguel el Joven, Miguel de Blaquerna, Simeón, Simeón de Blaquerna, Manas y Néstor.
Los nombres no son las firmas de los propios artistas, ya que están todos registrados con la misma letra. Es muy raro que las obras artísticas de la Edad Media registren el nombre del artista, ya que lo más importante no era tanto el artista individual como el significado de la imagen. La razón por la que se registran los nombres de los pintores debajo de sus obras en el Menologio de Basilio II no está clara.

## Galería
|                    |
| Jonás y la ballena |

|                           |
| Segundo Concilio de Nicea |

|                   |
| Hermíone de Éfeso |

|                                    |
| Presentación de Jesús en el Templo |

|                  |
| Abraham Kidunaia |

|                              |
| Basilisa y Anastasia de Roma |

|                                 |
| Atanasio y Cirilo de Alejandría |

|                  |
| Domnina de Siria |

|                       |
| Epímaco de Alejandría |

|                 |
| Tatiana de Roma |

|                   |
| Santos Patriarcas |

|        |
| Agatón |

|                                           |
| Fausta con Evelasio y Maximiano en Cícico |

|                      |
| Ignacio de Antioquía |

|                  |
| Pelagia de Tarso |